# Eidsvik, Møre og Romsdal
Eidsvik är en tidigare tätort i Harams kommun i Møre og Romsdal fylke i västra Norge. Orten ligger där fylkesväg 659 möter fylkesväg 661, sydväst om Vatne.
Sedan 2002 räknas bebyggelsen i orten som en del av tätorten Vatne.
Tidigare har orten tillhört dåvarande Vatne kommun.